# Peeter Speek
Peeter Alexander Speek (Lipardi, 1873. június 16. – Arlington, 1968. június 17.) észt újságíró, politikus

## Élete
Apja idősebb Peeter Speek gazdálkodó, anyja Ann Kruuse volt. Bátyja az író és tanár Jaan Speek. A lagujai falusi iskolában és a kastolatsi-i ortodox plébánia iskolájában tanult. Észtországi tanulmányait 1890-ben fejezte be a tartui tanári szemináriumban, ezután 1894-ig Szentpétervári pedagógiai iskolákban tanult tovább.  
1894 és 1899 közt Dél-Észtországban volt tanár, végül iskolaigazgató lett. 1899-től 1901-ig Pszkovban mint statisztikus dolgozott, majd az Olevik című lap szerkesztője lett. 1903-ban alapította meg az Uudised című lapot, amelyben határozottan állást foglalt észt közéleti kérdésekben. A lapban szocialista nézeteket fogalmazott meg, s az 1905-ös orosz forradalom kitörésekor egy észt székhelyű szocialista párt szervezésébe fogott. Az ő irányítása alatt jött létre az Észt Szociáldemokrata Szövetség (Eesti Sotsiaaldemokraatlik Ühisus), amely 1905 végére Észtország legnagyobb politikai egyesületévé vált. 
Speek már 1905. december 11.-én Svájcba menekült, s sosem tért vissza Észtországba. Az 1905-ös forradalom után Konstantin Päts, Voldemar Päts, Jaan Teemant, Peeter Spee, Otto Strandman, Karl Ast, Mihkel Martna és mások is elmenekültek az országból. Speek 1906 és 1907 közt illegalitásban szerkesztette a Kiir című lapot, majd egy évet Berlinben töltött.  
1908-ban az Amerikai Egyesült Államokba költözött, ahol élete végéig maradt. 1910-ig az Uus Ilm című szocialista lapot szerkesztette, 1917 és 1929 közt a Kongresszusi Könyvtár hivatalnoka volt. 

## Fordítás
- Ez a szócikk részben vagy egészben  a   Peeter Speek című észt Wikipédia-szócikk ezen változatának fordításán alapul.  Az eredeti cikk szerkesztőit annak laptörténete sorolja fel. Ez a jelzés csupán a megfogalmazás eredetét és a szerzői jogokat jelzi, nem szolgál a cikkben szereplő információk forrásmegjelöléseként.